# Shahid Kapoor
Shahid Kapoor (Nuova Delhi, 25 febbraio 1981) è un attore indiano.
Si tratta di uno dei volti nuovi di Bollywood. È figlio dell'attore Pankaj Kapoor e di Neelima Azeem, altra personalità legata al mondo dello spettacolo indiano.

## Vita privata
Kapoor è vegetariano. Durante le riprese del film Fida (2004), ha iniziato una relazione con Kareena Kapoor. Successivamente si sono separati durante le riprese di Jab We Met (2007). Nel 2015 si è sposato con Mira Kapoor da cui ha avuto una bambina l'anno dopo, 2016.

## Filmografia

### Cinema
- Dil To Pagal Hai, regia di Yash Chopra (1997) - non accreditato

- Taal, regia di Subhash Ghai (1999) - non accreditato
- Ishq Vishk, regia di Ken Ghosh (2003)
- Fida, regia di Ken Ghosh (2004)
- Dil Maange More!!!, regia di Ananth Narayan Mahadevan (2004)
- Deewane Huye Paagal, regia di Vikram Bhatt (2005)
- Giù a casa dei miei (Vaah! Life Ho Toh Aisi!), regia di Mahesh Manjrekar (2005)
- Shikhar, regia di John Mathew Matthan (2005)
- 36 China Town, regia di Abbas Alibhai Burmawalla e Mastan Alibhai Burmawalla (2006)
- Chup Chup Ke, regia di Priyadarshan e Kookie Gulati (2006)
- Il mio cuore dice sì (Vivah), regia di Sooraj Barjatya (2006)
- Fool N Final, regia di Ahmed Khan (2007)
- L'amore arriva in treno (Jab we met), regia di Imtiaz Ali (2007)
- L'amore porta fortuna (Kismat Konnection), regia di Aziz Mirza (2008)
- Kaminey, regia di Vishal Bhardwaj (2009)
- Dil Bole Hadippa!, regia di Anurag Singh (2009)
- Chance Pe Dance, regia di Ken Ghosh (2010)
- Get Educated: Paathshaala, regia di Milind Ukey (2010)
- Badmaash Company, regia di Parmeet Sethi (2010)
- Milenge Milenge, regia di Satish Kaushik (2010)
- Mausam, regia di Pankaj Kapur (2011)
- Teri Meri Kahaani, regia di Kunal Kohli (2012)
- Phata Poster Nikhla Hero, regia di Rajkumar Santoshi (2013)
- R... Rajkumar, regia di Prabhu Deva (2013)
- Haider, regia di Vishal Bhardwaj (2014)
- Action Jackson, regia di Prabhu Deva (2014)
- Shaandaar, regia di Vikas Bahl (2015)
- Udta Punjab, regia di Abhishek Chaubey (2016)
- Rangoon, regia di Vishal Bhardwaj (2017)
- Padmaavat, regia di Sanjay Leela Bhansali (2018)
- Batti Gul Meter Chalu, regia di Shree Narayan Singh (2018)
- Kabir Singh, regia di Sandeep Reddy Vanga (2019)
- Jersey, regia di Gowtam Tinnanuri (2022)